# Mónica Lopera
Mónica Lopera Cossio (Miami, 10 de septiembre de 1985) es una actriz colombiana nacida en Estados Unidos es hija de la también actriz Carmenza Cossio.

## Biografía
Cuando Mónica tenía 2 años de edad, sus padres la llevaron a Medellín, a los 14 dejan Medellín y viajan con su familia a su nuevo hogar en Bogotá, Colombia. 
Su inclinación por el arte empezó a los 6 años cuando su madre decidió matricularla en una escuela infantil de teatro. 
En su primera telenovela, Francisco el matemático. comenzó su evolución como actriz. Ha protagonizado telenovelas como En los tacones de Eva y Un ángel llamado Azul.

## Filmografía

### Televisión
| Año(s)    | Título                                 | Personaje                                                | Cadena Original    |
| --------- | -------------------------------------- | -------------------------------------------------------- | ------------------ |
| 2000-2003 | Francisco el matemático                | Clara Arango                                             | RCN Televisión     |
| 2001-2002 | Isabel me la veló                      | Mónica Dachardy León                                     | RCN Televisión     |
| 2003-2004 | Un ángel llamado Azul                  | Martina López Infante (Luna) / Aurora Luna / Ada de Luna | RCN Televisión     |
| 2005      | La Ley del silencio                    | Adela                                                    | Telemundo          |
| 2005      | Decisiones                             | Papel Unitario                                           | Telemundo          |
| 2005-2006 | Vuelo 1503                             | Juanita Gutiérrez                                        | Caracol Televisión |
| 2006-2008 | En los tacones de Eva                  | Isabella Nieto Domínguez                                 | RCN Televisión     |
| 2007      | Mujeres asesinas                       | Lucía, la memoriosa                                      | RCN Televisión     |
| 2011      | Borgia                                 | María Enríquez de Luna                                   | Canal+             |
| 2015      | La tusa                                | Julia Vanegas                                            | Caracol Televisión |
| 2019      | Thomas & Friends: Meet the Characters! | Gabriela (UK & US)                                       | ITV                |
| 2019      | Thomas y sus amigos                    | Gabriela (UK & US)                                       | ITV                |
| 2020      | Las aventuras de Paddington            | Sofia                                                    |                    |
| 2022      | Killing Eve                            | Fernanda                                                 | Netflix            |
| 2024      | Secuestro del vuelo 601                | Edilma "Edie" Pérez                                      | Netflix            |

### Cine
| Año  | Título             | Personaje     |
| ---- | ------------------ | ------------- |
| 2020 | Loco por vos       | Johanna       |
| 2016 | Between Two Worlds | Susana        |
| 2016 | One Way Flight     | Daniela       |
| 2016 | Truck              | Ana           |
| 2015 | Antes del fuego    | Milena Bedoya |

## Premios y nominaciones

### Premios India Catalina
| Año  | Categoría                               | Telenovela o Serie      | Resultado |
| ---- | --------------------------------------- | ----------------------- | --------- |
| 2025 | Mejor actriz o actor revelación del año | Secuestro del vuelo 601 | Nominada  |
| 2007 | Mejor actor protagónico de telenovela   | En los tacones de Eva   | Nominada  |
| 2005 | Mejor actor protagónico de telenovela   | Un ángel llamado Azul   | Nominada  |
| 2002 | Mejor actriz o actor revelación del año | Francisco el matemático | Ganadora  |

### Premios TVyNovelas
| Año  | Categoría                | Telenovela o Serie      | Resultado |
| ---- | ------------------------ | ----------------------- | --------- |
| 2008 | Mejor actriz protagónica | En los tacones de Eva   | Nominada  |
| 2003 | Mejor actriz de reparto  | Francisco el matemático | Nominada  |
| 2002 | Mejor actriz revelación  | Isabel me la veló       | Ganadora  |